# مایکل اسمال
مایکل اسمال (انگلیسی: Michael Small؛ ۳۰ مهٔ ۱۹۳۹ – ۲۴ نوامبر ۲۰۰۳ ) یک آهنگ‌ساز اهل ایالات متحده آمریکا بود. وی بین سال‌های ۱۹۶۹ تا ۲۰۰۲ میلادی فعالیت می‌کرد.

## فیلم‌شناسی
- معمای بچه سقوط‌کرده (۱۹۷۰)
- کلوت (۱۹۷۱)
- بازی کودکانه (۱۹۷۲)
- نمای پارالاکس (۱۹۷۴)
- حرکت شب (فیلم ۱۹۷۵) (۱۹۷۵)
- دراونینگ پول (فیلم) (۱۹۷۵)
- ماراتن من (۱۹۷۶)
- تپش آهن (۱۹۷۷)
- سندروم چین (۱۹۷۹)
- پستچی همیشه دو بار زنگ می‌زند (۱۹۸۱)
- واژگونی (۱۹۸۱)
- آرواره‌ها: انتقام (۱۹۸۷)
- یتیم (فیلم ۱۹۸۷) (۱۹۸۷)
- ۱۹۶۹ (فیلم) (۱۹۸۸)
- رؤیای آمریکایی (۱۹۹۰)
- بزهکاران (۱۹۹۱)
- بزرگسالان راضی (۱۹۹۲)
- ملکه الکس هیلی (۱۹۹۳)